# Libre Graphics Meeting
 (février 2019).
Le Libre Graphics Meeting (LGM) est une rencontre internationale annuelle dont le but est la discussion des logiciels libres et à sources ouvertes utilisés dans les arts graphiques. La première rencontre, cofondé par Dave Neary et David Odin, a lieu en mai 2006.
Les communautés d'Inkscape, de GIMP, de Scribus, de sK1, de Blender, d’Open Clip Art Library, d’Open Font Library et d'autres logiciels se réunissent à travers le Create Project (en) lors de cet événement annuel qui regroupe autant les développeurs que les utilisateurs.

## Présentation
Depuis 2006, le Libre Graphics Meeting a lieu une fois l’an. Il a pour objectif d’attirer les développeurs, les artistes et les utilisateurs de tout calibre — professionnels ou non — afin de favoriser le dialogue entre ces groupes, ce qui permet le développement optimal des logiciels graphiques à code source libre. Cette collaboration permet de développer une meilleure interopérabilité entre les logiciels grâce, entre autres, aux formats libres mais aussi grâce à l’échange des idées et de certaines fonctionnalités qui peuvent ainsi se retrouver de manière naturelle et intuitive dans plusieurs applications.
Parmi les participants on retrouve des universitaire, tels que ceux de l'Université du Québec à Montréal ou l'Université de Sherbrooke. Le logiciel Ingimp, permettant une analyse large de la façon d'utiliser un logiciel de retouche, avec GIMP comme premier test, y a été présenté pour la première fois en public en 2007.
Cette collaboration crée aussi, d’une façon générale, les conditions propices à l’avènement d’une synergie entre les membres d’une même équipe de développement et entre les équipes elles-mêmes, ce qui produit un effet positif à long terme sur les équipes de développement et donc sur la qualité des logiciels eux-mêmes. Ainsi, pour la plupart des participants venus des quatre coins du monde, le Libre Graphics Meeting est le seul moment de l’année où ils se voient en personne.
De manière plus générale encore, le Libre Graphics Meeting tend à constituer le nœud focal d'une culture naissante et de la scène qui l'accompagne. Ainsi graphisme vectoriel, bitmap, typographie, 3D et autres champs des arts visuels viennent côtoyer la culture particulière et multiple du logiciel libre. L'entre-pollinisation issu de ce rapprochement nourrit à plus long terme une compréhension progressivement meilleure de ces champs souvent segmentés dans leur industrie respective.
En 2021, pendant la pandémie de COVID-19, le présentiel a été réduit pour une partie en visio-conférence, des conférences technique telles qu'une sur les algorithmes de tramage ou des démonstrations d'utilisations de logiciels ont toutefois eu lieu.

## Principales réalisations
- Ajout de la gestion de la couleur à GIMP et Inkscape.
- Le format de fichier ouvert OpenRaster pour le développement d'un format de fichier ouvert et libre pour les images matricielles, actuellement gérée par Krita, GEGL et MyPaint.
- Lancement du projet UniConvertor[5][source insuffisante], afin de fournir l'importation des fichiers au format CorelDraw et WMF à Scribus, Inkscape et d'autres projets désireux de pouvoir les utiliser.
- Les logiciels graphique de KDE4 utilisent maintenant LibRaw (en) à la place de DCRaw pour analyser les fichiers Raw (bruts), dont l'intention est de produire un démosaïquage plus consistant, un calcul plus rapide en utilisant OpenMP et une meilleure extraction des metadatas[6].
- La bibliothèque LensFun qui corrige automatiquement diverses distorsions des lentilles[7].

### Articles en ligne
- (en) Soenke Zehkle, « Libre Graphics Meeting », sur Commission européenne, 25 mai 2019
- (en) cwebber, « Libre Graphics Meeting 2011 : Year of the Innovative Libre Graphics Desktop », sur Creative Commons.org, 26 mai 2011
- (en) Nathan Willis, « Libre Graphics Meeting 2009: Visions of the Future », sur Linux.com, 28 mai 2009
- (en) Alexandre Prokoudine, « GIMP at Libre Graphics Meeting 2012 », sur GIMP.org, 27 février 2012
- (en) « Inkscape at the Libre Graphics Meeting », sur Inkscape.org, 12 avril 2014
- (en) Alexandre Prokoudine, « Libre Graphics Meeting, why it matters », sur Libre Arts, 16 avril 2021
- (cs) Adam Saleh, « Libre Graphics Meeting: Poobedňajšie prednášky », sur LinuxExpres.cz, 2 juillet 2010
- (en) Bart Veldhuizen, « Libre Graphics Meeting, Lyon, France 9 », sur Blender Nation, 22 février 20061
- (en) Pat David, « Libre Graphics Meeting 2019 », sur Pixls.us, 6 janvier 2019
- « Good Morning Stallman - Libre Graphics Meeting 2010 », sur Radio Panik (consulté le 31 décembre 2023)
- (cs) « Reportáž : Libre Graphics Meeting 2010 », sur abclinuxu.cz (consulté le 31 décembre 2023)
- (en) « Libre Graphics Meeting, why it matters », sur Libre Audio Visual, 16 avril 2021